# Lysitermus woolleyi
Lysitermus woolleyi är en stekelart som beskrevs av Robert A.Wharton 1993. Lysitermus woolleyi ingår i släktet Lysitermus och familjen bracksteklar. Inga underarter finns listade i Catalogue of Life.